# Schläpfer (Familie)
Bei den Schläpfer handelt es sich um eine aus Rehetobel im Schweizer Kanton Appenzell Ausserrhoden stammende Familie von Buchdruckereibesitzern und Verlegern in Herisau. 

## Geschichte
Michael Schläpfer gründete im Jahr 1844 die erste Buchdruckerei in Herisau, die Bestand haben sollte. 1852 kaufte er die "Appenzeller Zeitung", deren Redaktion die ersten beiden Generationen selbst besorgten. Seine Söhne bzw. Enkel, darunter Albert Schläpfer, waren im Kanton Thurgau im Zeitungsverlagswesen tätig. 
Von 1885 bis 1984 beteiligten sich mehrere langjährige Partner am Unternehmen, darunter zwei Schwiegersöhne und deren Söhne. Danach befand sich die Aktienmehrheit im alleinigen Besitz von Peter Schläpfer, der 1995 die operative Führung abgab und in familienfremde Hände legte. 
Das Druckerei- und Verlagsunternehmen befand sich zu Beginn des 21. Jahrhunderts im Besitz der fünften Generation. Zur Familientradition gehörte auch die aktive Mitarbeit in der Herisauer Gemeindepolitik sowie in Berufsverbänden.